# Estación de Izamal
Izamal fue una estación de trenes que se encuentra en Izamal, Yucatán.

## Historia
La estación fue edificada sobre la línea del Ferrocarril de Mérida-Tizimín, construido mediante una concesión el 2 de mayo de 1883, la estación comenzó sus labores a principios del siglo XX, el cual tiempo después pasó a formar a los Ferrocarriles Unidos de Yucatán.